# Depot von Seehausen
Das Depot von Seehausen (auch Hortfund von Seehausen) ist ein Depotfund der frühbronzezeitlichen Aunjetitzer Kultur (2300–1550 v. Chr.) aus Seehausen (Altmark) im Landkreis Stendal (Sachsen-Anhalt). Ein Ring aus dem Depot wurde vom Museum für Vor- und Frühgeschichte in Berlin erworben, ist aber heute verschollen.

## Fundgeschichte
Die Fundumstände und das Fundjahr des Depots sind unbekannt.

## Zusammensetzung
Aus wievielen Gegenständen das Depot ursprünglich bestand, ist nicht bekannt. Nach Berlin gelangte lediglich ein einzelner schwerer ovaler offener Ring aus Bronze, über dem Gustaf Kossinna angab, dass er aus einem „Bronzeschatz“ stamme.